# Beyoğlu Spor Kulübü
Il Beyoğlu Spor Kulübü, meglio conosciuto come Beyoğluspor, è una società sportiva turca, con sede a Istanbul, nel comune metropolitano di Beyoğlu.

## Storia
La società venne fondata dalla comunità greca di Costantinopoli nel 1877 con il nome Ermis. La società venne rinominata nel 1886 Athlitikos Sillogos Pera e nel 1914 in Pera Club. Nel 1923 con l'avvento della Repubblica Turca la squadra assunse il nome turco di Beyoğlu Spor Kulübü. A seguito dello scambio di popolazioni tra Grecia e Turchia del 1923 molti soci del club dovettero emigrare in Grecia, ove furono tra gli artefici della fondazione di società di grande tradizione come l'Athlītikī Enōsis Kōnstantinoupoleōs ed il Panthessalonikeios Athlītikos Omilos Kōnstantinoupolitōn.
Tra le sezioni che più si sono distinte della società c'è la sezione calcio che ha partecipato a due edizioni del massimo campionato di calcio.

## Calcio

### Storia

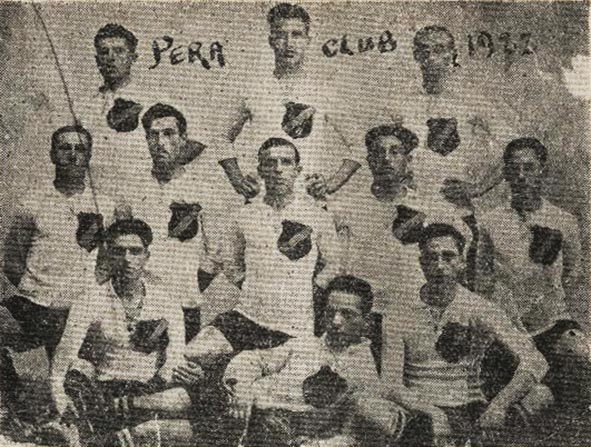
Il Pera Club nel 1922.

La sezione calcio della società venne fondata nel 1914 come Pera Club. Nel 1923 assunse il nome Beyoğlu Spor Kulübü. Nel 1962 la squadra esordì nel massimo campionato turco, chiudendo il Gruppo Rosso all'ottavo posto, non riuscendo così ad accedere al girone finale della Milli Lig 1962-1963. La stagione seguente retrocede invece in cadetteria, a causa del diciassettesimo e penultimo posto finale ottenuto in campionato. 
La squadra ha inoltre partecipato a tre edizioni della serie cadetta turca.